# Palazzo Comitini
O Palazzo Comitini ou Palazzo Gravina di Comitini é um edifício histórico de Palermo, sede da Cidade Metropolitana de Palermo.
O edifício foi construído entre 1766 e 1781 pelo arquiteto Nicolò Palma a pedido de Michele Gravina e Cruillas, príncipe de Comitini. O palácio tem vista para a Via Maqueda e foi construído em um terreno irregular com vários pátios com planta planimétrica quadrilateral interligados por passagens com pórticos, que serviam para conectar o antigo edifício do século XVI com a expansão do século XVIII marcada pela Via Maqueda. Em 1931, o terceiro andar foi acrescentado pelo engenheiro Mario Umiltà. O edifício encontra na fachada a regra da simetria na localização rigorosa das duas entradas.
No interior, há muitos estuques e tetos com afrescos; além disso, suas salas abrigam muitas telas, com destaque para duas pinturas de Renato Guttuso, "Paisagem" e "Mulheres na Fonte", dentro da Sala rossa e da Sala verde. Muito interessantes são os salões em estilo chinês, onde havia dezenas de pratos de porcelana embutidos nas paredes de madeira, posteriormente substituídos por pratos da cerâmica Florio. Igualmente sugestiva é a chamada Sala Martorana, em homenagem ao pintor Gioacchino Martorana, a quem devemos a Glória do Príncipe na abóbada. O piso é uma suntuosa majólica napolitana do século XVIII. Os camarins são anexados ao que era a grande alcova dos príncipes, hoje a sala do prefeito metropolitano.

## Outros projetos
- Media relacionados com Palazzo Comitini no Wikimedia Commons